# Ukrainian Falcons
Ukrainian Falcons (ukr. Українські Соколи) – zespół akrobacyjny ukraińskich Sił Powietrznych powstały w 1997 w bazie wojskowej Kirovs’ke Air Base. Do zespołu wybrano samoloty myśliwskie MiG-29, pomalowane w narodowe barwy, jednocześnie stanowiące barwy zespołu oraz wyposażone w tzw. wytwornicę dymów.
Rozwiązany w 2002 po katastrofie podczas pokazów lotniczych w Skniłowie pod Lwowem.